# 上米の制
上米の制（あげまいのせい）とは、江戸幕府8代将軍の徳川吉宗が享保の改革の際に出した制度。上げ米の制と表記することもある。享保7年（1722年）に制定された。

## 内容
大名に石高1万石に対して100石の米を納めさせる代わりに、参勤交代の際の江戸在府期間を半年（従来は1年）とした。幕府の増収に貢献したが、問題点も多く享保15年（1730年）に廃止された。
出典：
享保七〈寅〉年七月
御旗本ニ被召置候御家人、　　御代々段々相増候。御蔵入高茂先規よりハ多候得共、御切米・御扶持方、其外表立候御用筋渡方ニ引合候而者、畢竟、年々不足之事ニ候。然とも、只今迄者所々御城米を廻され、或御城金ヲ以急を弁られ、彼是漸御取つゝきの事ニ候得共、今年ニ至而、御切米等茂難相渡、御仕置筋之御用茂御手支之事ニ候。それニ付、　　御代々御沙汰無之事ニ候得共、万石以上之面々より、八木差上候様ニ可被　　仰付与思召、左候ハね者、御家人之内数百人、御扶持可被召放より外者無之候故、御恥辱を不被顧、被　仰出候。高壱万石ニ付八木百石積り、可被差上候。且又、此間和泉守ニ被　仰付、随分遂僉議、納り方之品、或新田等取立候儀、申付候様ニとの御事候得共、近年之内には難相調可有之候条、其内年々上ヶ米被　仰付ニ而可有之候。依之、在江戸半年充被成御免候間、緩々休息いたし候様ニ、被　仰出候。
　何茂在府之儀ニ付而者、江戸人多ニも候間、此以後、在府之間も少キ儀候条、可成程者人数可被相減候。
　　　　　（『御触書寛保集成』1709号(一)）
そもそも上米の制は「御恥辱を顧みられず仰せ出されて候」と述べられるように、幕府財政を各藩に依存するものであり、幕府権威の低下は免れなかった。また、参勤交代の緩和策は江戸藩邸での経費削減につながり、大名の経済力の拡大をもたらしうるものだった。